# غيري كولمان تاكر
غيري كولمان تاكر (بالإنجليزية: Geri Coleman Tucker)‏ هي صحفية أمريكية، ولدت في 17 أبريل 1955.

## وصلات خارجية
- غيري كولمان تاكر على موقع IMDb (الإنجليزية)